# Reinhold Vorschneider

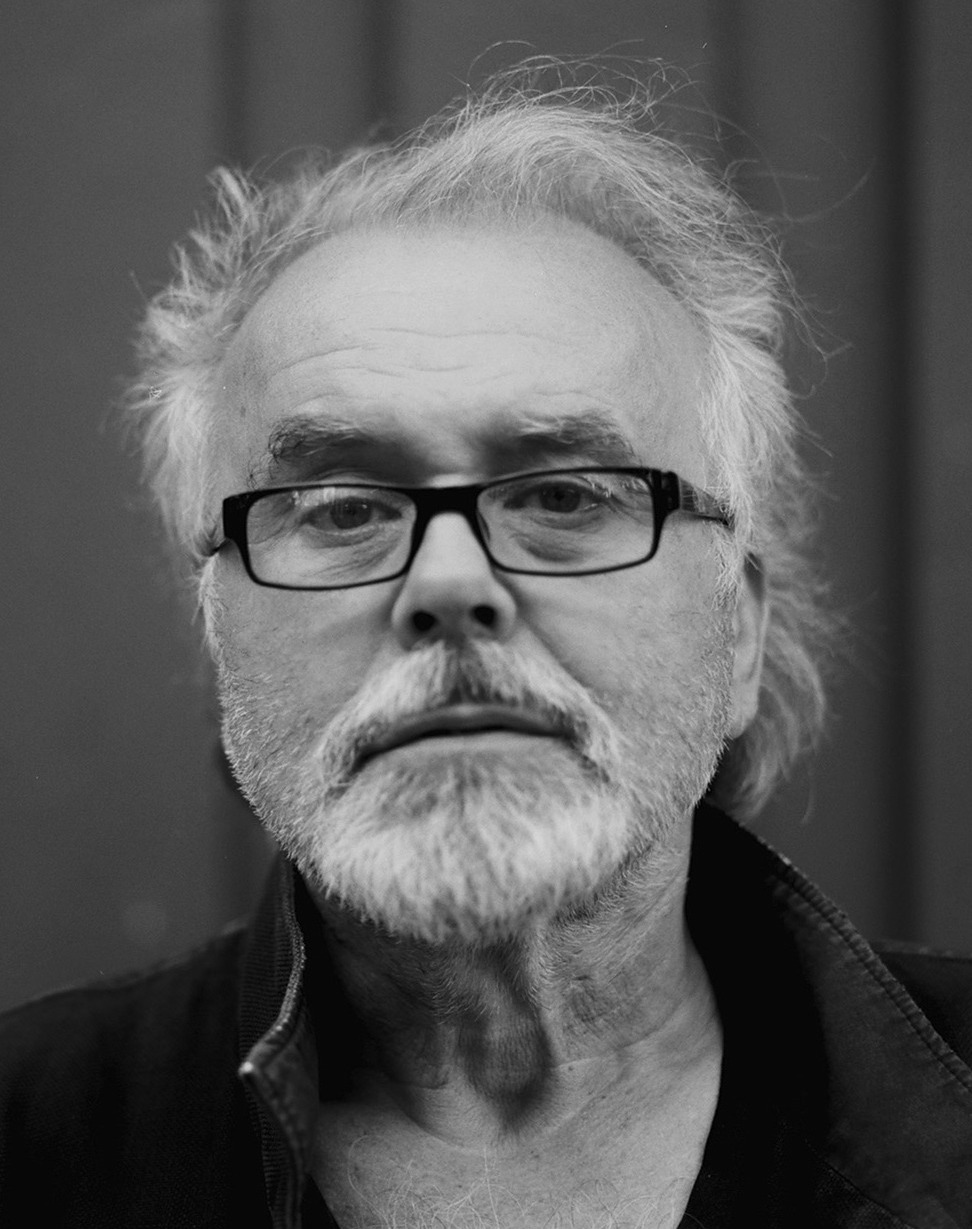
Reinhold Vorschneider, 2020

Reinhold Vorschneider (* 1951) ist ein deutscher Kameramann.

## Werdegang
Ab 1983 studierte Vorschneider an der Deutschen Film- und Fernsehakademie Berlin. Mit seinem Abschluss 1988 wurde er als Kameramann tätig.
Für die Kameraarbeit bei Der Räuber (2010) wurde er für den deutschen und österreichischen Filmpreis nominiert.
2013 wurde er für sein Gesamtwerk mit dem Marburger Kamerapreis für national und international herausragende Bildgestaltung im Film und im Fernsehen ausgezeichnet. Die Laudatio hielt die Regisseurin Angela Schanelec, mit der er vielfach zusammenarbeitete.
Für seine Bildgestaltung bei Nicolette Krebitz’ Wild wurde er 2016 mit dem Deutschen Kamerapreis und 2017 mit dem Deutschen Filmpreis ausgezeichnet.
Im Februar 2018 wurde er mit dem Preis der deutschen Filmkritik 2017 in der Kategorie Beste Kamera für Der traumhafte Weg ausgezeichnet.
Im Rahmen des 14. Günter-Rohrbach-Filmpreises 2024 erhielt er die Auszeichnung für Beste Kamera für den Film Verbrannte Erde (2024) von Thomas Arslan.

## Filmografie (Auswahl)
- 1987: Die Freitreppe (Kameraassistenz)
- 1988: Der Philosoph
- 1989: Das Wasser des Nils wird zu Blut werden
- 1992: Die Sonnengöttin
- 1994: Das Geheimnis
- 1995: Das Glück meiner Schwester
- 1998: Plätze in Städten
- 1999: Paradiso – Sieben Tage mit sieben Frauen
- 2001: In den Tag hinein
- 2001: Mein langsames Leben
- 2003: Liebe Zartbitter
- 2004: Close
- 2004: Marseille
- 2004: Mein Vater, meine Frau und meine Geliebte
- 2005: Schläfer
- 2007: Madonnen
- 2007: Liebe auf Kredit
- 2007: Nachmittag
- 2009: Deutschland 09 – Erster Tag
- 2010: Der Räuber
- 2010: Orly
- 2010: Im Schatten
- 2011: Dreileben – Eine Minute Dunkel (Fernsehfilm)
- 2011: Swans
- 2011: 9 Leben
- 2012: Bergmannskind
- 2013: Halbschatten
- 2013: Töchter
- 2014: Über-Ich und Du
- 2014: Die Abmachung
- 2014: Die Lügen der Sieger
- 2014: Les ponts de Sarajevo
- 2016: Der traumhafte Weg
- 2016: Liebe möglicherweise
- 2016: Wild
- 2017: Helle Nächte
- 2019: Was gewesen wäre
- 2019: Golden Twenties
- 2020: Vier Saiten
- 2021: Herr Bachmann und seine Klasse (Dokumentarfilm)
- 2021: Stadtkomödie – Man kann nicht alles haben (Fernsehreihe)
- 2022: A E I O U – Das schnelle Alphabet der Liebe
- 2023: Bis ans Ende der Nacht
- 2024: Verbrannte Erde
- 2025: Der Tod wird kommen